# Базар Дара
Базардара — гірське стародавнє місто гірників на Памірі, яке знаходилось під контролем караханідських правителів. 

## Опис
„Місто під небесами” розташовувалось на північних схилах Північно-Алічурського хребта на терасовому уступі на висоті 3940 м над рівнем моря. Археологами при розкопках міста були виявлені храм вогню, караван-сарай, адміністративні та житлові будівлі, цвинтар. Найбільша кількість мешканців, що могла проживати у місті, дорівнює приблизно 1,5 тис. осіб. Оскільки природнокліматичні умови Східного Паміру виключають можливості землеробства, то усі рослинні продукти, як і промислові вироби довозилися здалеку караванами. Рідкісні природні умови навколишнього середовища (майже повна відсутність гнилісних бактерій) зберегли до нашого часу багато виробів із ткані, паперу, навіть продуктів живлення.
На висоті майже 5000 м було закладено рудник у верхів’ях ріки Сасик (права притока Мургаба, Таджикистан), висоту якого вважають за рекордне досягнення в усій історії гірництва. 
Підземні виробки Базардари представлені штольнями із змінними напрямками та стволами, здебільшого похилого залягання, що мали криволінійні контури з невитриманим перерізом. Виявлені також щілиноподібні траншеї, пройдені вздовж рудних тіл на глибину до 10 м. Довжина виробок знаходилась у діапазоні від кількох метрів (ніші) до 60 — 80 м, в окремих випадках сягала до 300 м (штольні, стволи). Руйнування порід здійснювали за до-помогою залізних долот (клинів) та молотків. У виробках знайдене добре збережене дерев’яне кріплення, світильники (чираги), дерев’яні лопати, залізні клини та інший гірничий інструмент. Залишки небагатьох плавильних печей свідчать, що на поселенні проводили тільки пробні витопи, основну ж частину збагаченої руди транспортували до Ферганської долини, що підтверджено багатьма археологічними знахідками.